# Макбет (опера)
«Макбе́т» (італ. Macbeth) — опера на 4 дії італійського композитора Джузеппе Верді, лібрето Франческо Марія П'яве. Перша постановка — Флоренція, театр Ла Пергола, 14 березня 1847 р.; у новій редакції — Париж, 21 квітня 1865 р.

## Характеристика
«Макбет» — перша з трьох опер Верді за драмами Вільяма Шекспіра. Цей твір засвідчив важливі зміни у творчості композитора, став результатом шукань в області музичної драми. Трагедія Шекспіра висувала перед композитором нові завдання. Втілити образи Макбета й леді Макбет звичними оперними прийомами було неможливо.
Основою вокальних партій героїв, насамперед леді Макбет, стала виразна декламація. Про те, які нові, реалістичні завдання ставив композитор перед виконавцями, свідчить його лист, адресований Сальваторе Каммарано (23 листопада 1848 р.), у якому мова йде про трактування сцени леді Макбет і Макбета перед убивством Дункана й сцени сомнамбулізму:
| «Ці моменти в жодному разі не повинні бути заспівані. Необхідно передати їх грою й декламацією, голосом дуже похмурим і приглушеним; без цього неможливий вплив. Оркестр із сурдинами. На сцені надзвичайно темно». |
Кількома рядками вище, відкидаючи кандидатуру видатної співачки Тадоліні на роль леді Макбет, композитор визначив свої вимоги до передачі даної партії:

| «Тадоліні занадто гарна, щоб виконувати цю партію… У Тадоліні особа прекрасна й добра, а я бажав би бачити леді Макбет виродливою й злою. Тадоліні володіє голосом у досконалості, а я б хотів, щоб леді зовсім не співала. У Тадоліні голос дивний, світлий, ясний, могутній, а я б хотів, щоб голос леді був різкий, приглушений, похмурий. У голосі Тадоліні щось ангельське, а я б хотів, щоб у голосі леді Макбет було щось диявольське» |
Жіноча партія різко відрізняється від усіх жіночих партій італійського репертуару, вимагаючи від артистки високого мистецтва виразної й правдивої декламації. В опері деякі мотиви трагедії виявилися усунутими, образ Макбета втратив психологічну правду й глибину, але зате фігура леді Макбет може бути поставлена на один рівень із шекспірівською. По-новому, виразно використаний оркестр, що супроводжує дію.

## Постановки
Опера мала великий успіх при першій постановці. Але композитор пізніше створив нову версію для Парижа. У цій останній редакції він, на вимогу театру, написав вставний балет, а також дописав заключний хор після сцени смерті Макбета, якою закінчувалася опера в першій редакції.
Царська цензура тривалий час (до 1862 р.) забороняла шекспірівську трагедію (на сцені не допускалося зображення царевбивства) і навіть постановку її балетної обробки. Коли італійська трупа в Петербурзі звернулася до «Макбета», імена діючих осіб були змінені, опера одержала назву «Сивард-саксонець» і у цьому вигляді була поставлена у 1855 р.